# Sierra del Pando y Maseiras
La sierra del Pando y Maseiras es un sistema montañoso dentro de las sierras septentrionales de Galicia que puede ser considerado como una prolongación de los Ancares. Tiene orientación NE-SO.
El punto de mayor altitud es el monte Fieiró de Deva, con 1643 metros sobre el nivel del mar.